# Liste des parcs d'État du Delaware
Liste des parcs d'État du Delaware aux États-Unis d'Amérique par ordre alphabétique. Ils sont gérés par le Delaware Division of Parks and Recreation.
- Bellevue
- Brandywine Creek
- Brandywine Zoo
- Cape Henlopen
- Delaware Seashore
- Fenwick Island
- Fort Delaware
- Fort DuPont
- Fox Point
- Holts Landing
- Killens Pond
- Lums Pond
- Trap Pond
- White Clay Creek
- Wilmington